# Ngasamo (Berg)
Der Ngasamo ist ein 1257 m hoher Berg in Tansania. Er befindet sich in der Region Simiyu, im Distrikt Busega.
Im Jahr 2011 wurde Nickelerz im Berg Ngasamo gefunden, die Lagerstätten wurden auf elf Millionen Tonnen geschätzt.